# Monete del dollaro statunitense
Le monete del dollaro statunitense vengono coniate ogni anno negli Stati Uniti d'America a partire dal 1792. Vi sono sei tagli in circolazione: 1 centesimo (detto informalmente penny o cent), 5 centesimi (nickel), 10 centesimi (dime), 25 centesimi (quarter dollar), 50 centesimi (half-dollar) e 1 dollaro (il dollaro esiste anche in forma cartacea). Tutte queste monete, realizzate dalla United States Mint (l'organismo che riunisce le zecche nazionali statunitensi e che conia anche monete commemorative riservate ai collezionisti), vengono consegnate alle 12 Federal Reserve Banks (le banche della Federal Reserve), che a loro volta hanno la responsabilità di immetterle in circolazione e/o ritirarle.
Per il conio delle monete del dollaro statunitense sono operative quattro zecche, che producono ogni anno miliardi di esemplari. La zecca principale è la Philadelphia Mint, che assieme alla Denver Mint si occupa delle monete per la circolazione, delle serie per i collezionisti e delle monete commemorative. Le altre due sono la San Francisco Mint, che produce le monete proof regolari e in argento (e che fino agli anni settanta coniava anche le monete per la circolazione), e la West Point Mint, che conia monete di valore (comprese quelle proof). Le zecche di Philadelphia e Denver provvedono, inoltre, alla creazione degli stampi delle monete per sé e per tutte le altre zecche.
La zecca di provenienza può essere facilmente riconosciuta, in quanto sul diritto di ciascuna moneta viene impresso una lettera identificativa, solitamente vicino al millesimo di conio: le monete senza lettera o recanti la lettera P provengono da Filadelfia, quelle con la lettera D da Denver, quelle con la lettera S da San Francisco e quelle con la lettera W da West Point. Queste ultime due sono piuttosto rare, in quanto non provvedono a coniare i quantitativi di monete riservate per la circolazione. Nel XIX secolo esistevano anche le lettere identificative CC, D ed O, riservate alle zecche di Carson City, Dahlonega e New Orleans, rispettivamente; tali monete sono ora conservate nei musei o dai collezionisti.

## Monete in circolazione
| Immagine | Immagine                                                                                              | Valore | Specifiche | Specifiche | Specifiche                                    | Specifiche                                                          | Descrizione                     | Descrizione                                                                                      | Descrizione                                                               | Anni di conio       |
| Diritto | Rovescio                                                                                              | Valore | Diametro   | Spessore   | Peso                                          | Composizione                                                        | Bordo                           | Diritto                                                                                          | Rovescio                                                                  | Anni di conio       |
| --- | --- | ------ | ---------- | ---------- | --------------------------------------------- | ------------------------------------------------------------------- | ------------------------------- | ------------------------------------------------------------------------------------------------ | ------------------------------------------------------------------------- | ------------------- |
| | | 0,01 $ | 19,00 mm   | 1,55 mm    | 3,11 g                                        | rame 95% stagno/zinco 5%                                            | Liscio                          | Abraham Lincoln                                                                                  | Spiga di grano                                                            | 1909-1958           |
| | 19,05 mm                                                                                              | 0,01 $ | 2,50 g     | 1,55 mm    | nucleo: zinco 97,5% strato esterno: rame 2,5% | Lincoln Memorial                                                    | Liscio                          | Abraham Lincoln                                                                                  | 1959-2008                                                                 |                     |
| | 19,05 mm                                                                                              | 0,01 $ | 2,50 g     | 1,55 mm    | nucleo: zinco 97,5% strato esterno: rame 2,5% | Serie speciale per il bicentenario della nascita di Abraham Lincoln | Liscio                          | Abraham Lincoln                                                                                  | 2009                                                                      |                     |
| | | 0,05 $ | 21,21 mm   | 1,95 mm    | 5,00 g                                        | rame 75% nickel 25%                                                 | Liscia                          | Thomas Jefferson                                                                                 | Monticello                                                                | 1938-1942 1946-2003 |
| | | 0,05 $ | 21,21 mm   | 1,95 mm    | 5,00 g                                        | rame 75% nickel 25%                                                 | Liscia                          | Thomas Jefferson                                                                                 | 1ª serie dedicata alla spedizione di Lewis e Clark                        | 2004                |
| | | 0,05 $ | 21,21 mm   | 1,95 mm    | 5,00 g                                        | rame 75% nickel 25%                                                 | Liscia                          | Thomas Jefferson                                                                                 | 2ª serie dedicata alla spedizione di Lewis e Clark                        | 2005                |
| | | 0,05 $ | 21,21 mm   | 1,95 mm    | 5,00 g                                        | rame 75% nickel 25%                                                 | Liscia                          | Thomas Jefferson                                                                                 | Monticello                                                                | 2006-               |
| | | 0,10 $ | 17,91 mm   | 1,35 mm    | 2,268 g                                       | rame 91,67% nickel 8,33%                                            | 118 scanalature                 | Franklin Delano Roosevelt                                                                        | Torcia affiancata da un ramoscello di quercia ed uno di ulivo             | 1965-               |
| | | 0,25 $ | 24,26 mm   | 1,75 mm    | 5,67 g                                        | rame 91,67% nickel 8,33%                                            | 119 scanalature                 | George Washington                                                                                | Aquila di mare testabianca                                                | 1965-1974 1977-1998 |
| | Tamburiere militare coloniale (emissione speciale per il bicentenario dell'indipendenza statunitense) | 0,25 $ | 24,26 mm   | 1,75 mm    | 5,67 g                                        | rame 91,67% nickel 8,33%                                            | 119 scanalature                 | George Washington                                                                                | 1975-1976                                                                 |                     |
| | | 0,25 $ | 24,26 mm   | 1,75 mm    | 5,67 g                                        | rame 91,67% nickel 8,33%                                            | 119 scanalature                 | George Washington                                                                                | Serie "50 State Quarters", "Territorial Quarters" e "Park Quarter"        | 1999-               |
| | | 0,50 $ | 30,61 mm   | 2,15 mm    | 11,34 g                                       | rame 91,67% nickel 8,33%                                            | 150 scanalature                 | John Fitzgerald Kennedy                                                                          | Stemma del Presidente degli Stati Uniti d'America circondato da 50 stelle | 1971-1974 1977-     |
| | Independence Hall                                                                                     | 0,50 $ | 30,61 mm   | 2,15 mm    | 11,34 g                                       | rame 91,67% nickel 8,33%                                            | 150 scanalature                 | John Fitzgerald Kennedy                                                                          | 1975-1976                                                                 |                     |
| | | 1 $    | 26,50 mm   | 2,00 mm    | 8,10 g                                        | rame 91,67% nickel 8,33%                                            | Scanalato                       | Susan B. Anthony                                                                                 | Emblema della missione spaziale Apollo 11                                 | 1979-1981 1999      |
| | | 1 $    | 26,50 mm   | 2,00 mm    | 8,10 g                                        | rame 77% zinco 12% manganese 7% nickel 4%                           | Liscio                          | Sacajawea                                                                                        | Aquila di mare testabianca in volo                                        | 2000-2008           |
| | | 1 $    | 26,50 mm   | 2,00 mm    | 8,10 g                                        | rame 77% zinco 12% manganese 7% nickel 4%                           | Liscia con iscrizioni in incuso | Tutti i Presidenti degli Stati Uniti d'America (morti da almeno due anni dalla data d'emissione) | Statua della Libertà                                                      | 2007-               |
| | | 1 $    | 26,50 mm   | 2,00 mm    | 8,10 g                                        | rame 77% zinco 12% manganese 7% nickel 4%                           | Liscia con iscrizioni in incuso | Sacajawea                                                                                        | Serie dedicata ai nativi americani                                        | 2009-               |
| Queste immagini sono in una scala di 2,5 pixel per millimetro, uno standard di Wikipedia per le monete mondiali. Per altre informazioni vedi tavole monete. | |        |            |            |                                               |                                                                     |                                 |                                                                                                  |                                                                           |                     |